# Prime Computer
Prime Computer (vaak geschreven als PR1ME Computer) was een Amerikaanse producent van minicomputers van 1972 tot 1992. Met de komst van pc's in de jaren 80 en de daaropvolgende neergang van de minicomputerindustrie staakte Prime in 1992 zijn hardwareactiviteiten. Het bedrijf veranderde vervolgens zijn naam in Computervision en ging door met de verkoop van CAD/CAM-software. In 1998 werd het bedrijf overgenomen door Parametric Technology Corporation.

## Geschiedenis
Prime Computer werd in 1972 opgericht in Natick (Massachusetts) door zeven oprichters, waaronder William Poduska die in 1981 het bedrijf verliet om Apollo Computer op te starten. Sommigen van hen hadden nog aan het Multics-project gewerkt bij MIT.

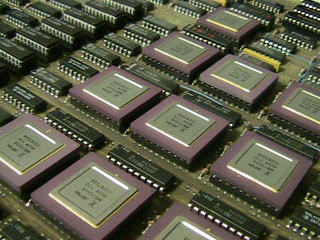
Deel van de CPU-printplaat van een Prime minicomputer

De eerste producten van Prime waren klonen van de DDP 316 en 516 minicomputers van Honeywell. De belangrijkste concurrenten waren Digital Equipment Corporation, Data General en Hewlett-Packard. In de jaren 70 en 80 bracht Prime tientallen minicomputermodellen op de markt.
De minicomputers draaiden PRIMOS, een besturingssysteem dat oorspronkelijk grotendeels in Fortran IV en assembler werd geschreven. Later werden ook Modula-2 en PL/P gebruikt. De programmeertaal PL/P was een subset van PL/I, speciaal ontwikkeld door Prime Computer als systeemprogrammeertaal voor PRIMOS. Een aantal nieuwe PRIMOS-hulpprogramma's werden geschreven in SPL, dat sterk leek op PL/P.
Rond 1980 verwierf het bedrijf de marketing- en ontwikkelingsrechten voor het MEDUSA CAD-systeem, oorspronkelijk ontwikkeld in Engeland door Cambridge Interactive Systems (CIS). Vanaf 1984 bracht Prime verschillende verbeterde versies van het CAD/CAM-systeem uit onder de merknaam Prime MEDUSA. Prime startte vervolgens met de ontwikkeling van PRIMEDesign, een eigen CAD/CAM-systeem dat moest concurreren met het CADDS4-systeem van de toenmalige marktleider Computervision. 
In 1985 was Prime de zesde grootste producent van minicomputers in de wereld met een omzet die geschat werd op US$ 564 miljoen. Een groot deel daarvan kwam uit de Amerikaanse banksector, waar de Prime Info-database algemeen gebruikt werd. 
In 1987 introduceerde Prime de EXL-316-serie, een nieuwe lijn van op Intel 80386 gebaseerde computers die het Unix-besturingssysteem draaiden. In 1990 werd de EXL-7000-serie aangekondigd, een lijn van op MIPS gebaseerde Unix-systemen.
Eind jaren 80 kwam het bedrijf echter in de problemen: de markt voor minicomputers was tanend en Prime zag zijn klanten massaal overstappen op goedkopere systemen. Prime kon bovendien niet aan de toenemende vraag naar pure rekenkracht voldoen. In 1989 werd een ontslagronde van 1200 werknemers gepland. Het werden er uiteindelijk meer dan 6000, waardoor het personeelsbestand van Prime meer dan gehalveerd werd: van 12.386 werknemers in 1988 tot 5900 eind 1991.
Het ontwerp en de productie van computersystemen werden in juli 1992 stopgezet, waardoor alleen de CAD/CAM-activiteiten overbleven van dochterbedrijf Computervision, dat in 1988 door Prime overgenomen was. Prime werd omgedoopt tot Computervision en verkocht de restanten van zijn Prime Information-dochterbedrijf aan VMark Software.
In 1998 werd Computervision overgenomen door Parametric Technology Corporation, een bedrijf dat in 1985 werd opgericht door een voormalige werknemer van Prime.

## Minicomputermodellen
- 1972 : Prime 200[15]

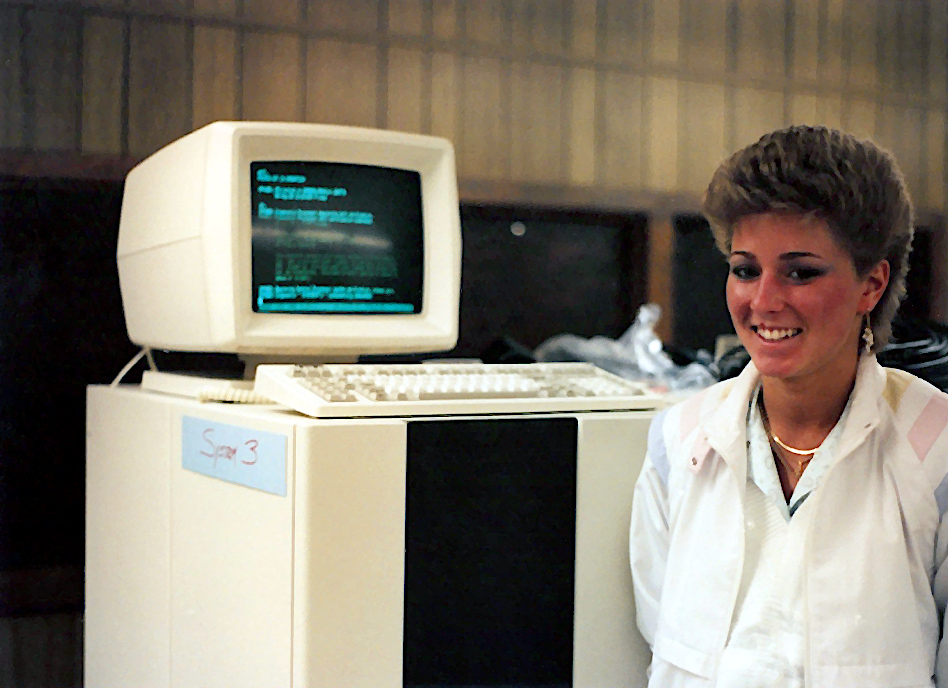
Een Prime 9950 minicomputer met een CRT-console

- 1973 : Prime 100 (goedkopere versie van de Prime 200)
- 1974 : Prime 300 (128 KB geheugen, 6 MB disk, ondersteuning voor maximaal 31 gebruikers)
- 1976 : Prime 400
- 1979 : Prime 450, 550, 650, 750[16]
- 1980 : Prime 150 en 250
- 1981 : Prime 850 (2 processors)[17]
- 1982 : Prime 2250[18]
- 1983 : Prime 9950 (eerste "supermini" van Prime)
- 1984 : Prime 2550, 9650, 9750
- 1985 : Prime 9955,[19] 9655,[20] 2655[21]
- 1986: Prime 2350,[22] 2450,[23] 9755, 9955-II[24]
- 1987: Prime 2455, 2755, 6350,[25] 6550
- 1989: Prime 2850, 4050, 6450, and 6650
- 1990: Prime 2950, 4150, and 6150